# 용기의 부대
용기의 부대(아랍어: قوات الصناديد / جيش الصناديد 쿠와트 알사나디드 / 자이시 알사나디드[*])는 아랍 샤마르족이 이슬람 국가(ISIL)에 맞서기 위해 설립한 단체이다. 이 단체는 이라크 뿐만 아니라 로자바의 자지라 주에 있는 야아루비야와 텔하미스에 거점을 두고 있다. 부대의 붉은 깃발은 피를 의미하며 노란색은 빛을 뜻한다. 그들은 스스로를 붉은 죽음 위의 행진자들이라고 부른다.
용기 부대는 자지라 주의 통치자 및 부족 지도자 하미디 다함 알하디와 연관을 맺고 있다. 그는 하메이디 다함 알자르바로도 알려져 있다. 부대는 하미디의 아들인 반다르 알 후마이디가 이끌고 있으며 부대 자체는 시리아 민주군의 일부이기도 하다.

## 이념

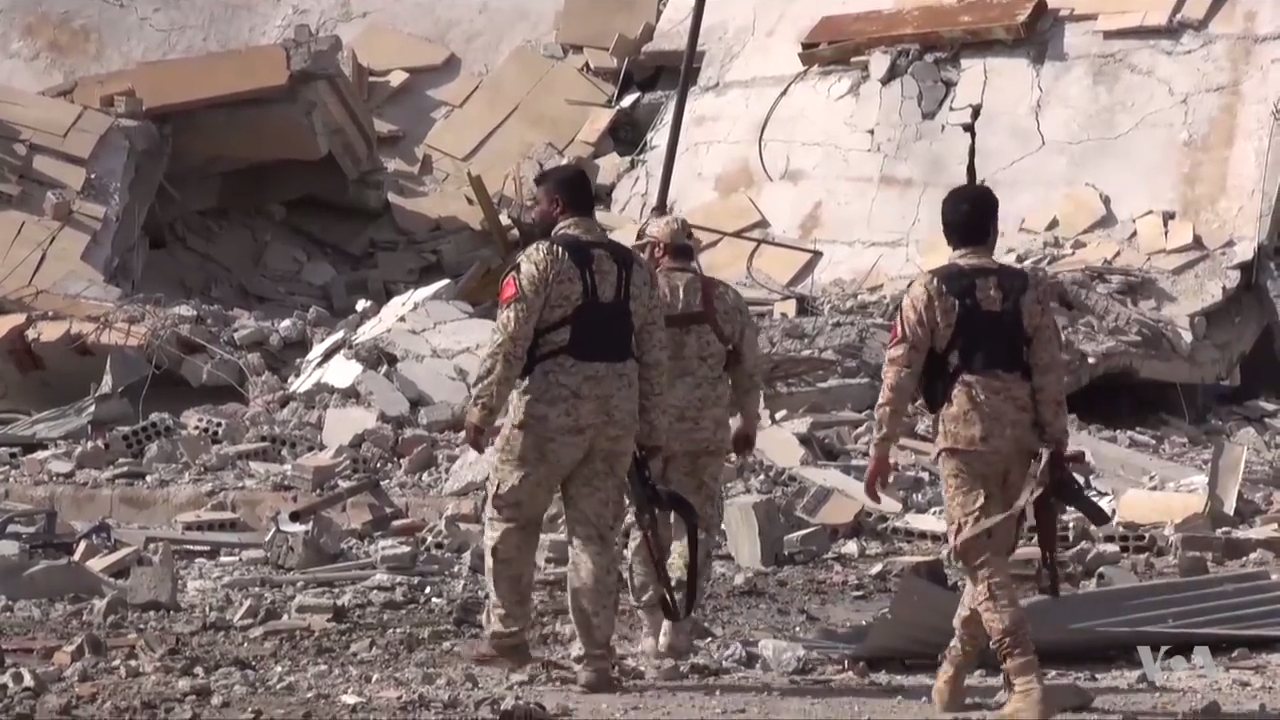
2016년 2월 공세 이후 용기의 부대가 알샤댜디를 둘러보고 있다.

용기의 부대는 하사카 주에서 샤마르족의 자치와 안보를 확보하기 위해 설립되었고, 그들은 와하브파와 맞서려는 목표도 가지고 있었다. 하미디 다함 알하디는 사우디아라비아의 분열에도 동참할 의향이 있다고 밝혔다. 그는 시리아 바트당에 대해 지지나 반대를 표하지 않았다. 샤마르 족은 18세기부터 시리아의 쿠르드 족과 협력적인 관계를 유지했다. 2004년 알카미시 폭동에서 만다르 알후마이디의 샤마르족 만이 쿠르드 시위자들과 맞서 싸우는 것을 거부한 유일한 아랍 민족이었다. 이 결과 용기의 부대가 설립되었을 때 그들은 명확히 친쿠르드 군대임을 나타냈다.

## 역사
부대는 하사카 주의 교외에서 벌어진 2015년 초반의 분쟁들에 참여했다. 텔하미스에 본부를 둔 부대는 2015년 5월 2일 본부가 자살 공격의 목표가 되기도 했었다.